# Pterygoplichthys punctatus
La cucha de puntos (Glyptoperichthys punctatus) es una especie de peces de la familia Loricariidae en el orden de los Siluriformes.

## Morfología
Los machos pueden llegar alcanzar los 28,5 cm de longitud total.

## Hábitat
Es un pez de agua dulce y de clima tropical (22 °C-26 °C).

## Distribución geográfica
Se encuentran en las cuencas bajas de los ríos del norte de Sudamérica: cuencas de los ríos Madeira, Puru, Jurua, Putumayo y Marañón.